# Industrielle Beziehungen
Unter Industriellen Beziehungen (auch: Arbeitsbeziehungen) versteht man die Beziehungen zwischen dem Management eines Unternehmens und dessen Arbeitnehmern sowie die Beziehungen zwischen Arbeitgeberverbänden und Gewerkschaften. Als „dritte Partei“ fungiert der Staat als die Rahmenbedingungen bestimmender Gesetzgeber und als Arbeitgeber im öffentlichen Dienst.

## Zum Begriff
Der Begriff ist eine Lehnübersetzung des englischen Begriffs Industrial relations. An dem Begriff wird kritisiert, dass industry im Englischen umfassender (im Sinne von "Gewerbe") verstanden wird als der deutsche Begriff "Industrie". Als Synonym wird auch der Begriff Arbeitsbeziehungen (engl.: labour relations) gebraucht.
Ralf Dahrendorf hat den Begriff 1956 mit seiner Publikation Industrie- und Betriebssoziologie in den deutschen Sprachraum eingeführt. Er sah darin eine „vermittelnde Zwischenebene zwischen Unternehmern und Arbeitern“. Walther Müller-Jentsch hat den Begriff später als interdisziplinäres Forschungsgebiet bezeichnet, nachdem er 1986 bereits das erste deutsche Lehrbuch für diesen Gegenstandsbereich mit dem Titel Soziologie der  industriellen  Beziehungen publiziert hatte.
Aus systemtheoretischer Perspektive bilden die Industriellen Beziehungen ein Subsystem der modernen kapitalistischen Gesellschaft (s. Dunlop, Wood et al., Rogowski).

## Näheres
Industrielle Beziehungen sind ein Forschungsgebiet der Betriebswirtschaftslehre, der Industrie- und Betriebssoziologie sowie der Wirtschaftssoziologie. Als Ausgangspunkt liegt diesem folgender Sachverhalt zugrunde: Der auf dem Arbeitsmarkt vertraglich vereinbarte wirtschaftliche Austausch von Lohn gegen Arbeitsleistung führt zu sozialen Kooperations- und Konfliktbeziehungen zwischen Management und Arbeitnehmern/Betriebsrat bzw. zwischen Arbeitgeberverband und Gewerkschaft in einem Betrieb oder einer Branche (Wirtschaftszweig), in einem Staat oder einem transnationalen Wirtschaftsraum wie z. B. der EU (Beziehungen zwischen den Dachorganisationen von Arbeitgebern und Arbeitnehmern).
Im historischen Verlauf der Industrialisierung waren die industrial relations zunächst durch ungeregelte soziale Konflikte (bis hin zum „Maschinensturm“) und einschneidende politische Repressionen gekennzeichnet. Erst im 20. Jh. bildeten sich Verhandlungsarenen auf unterschiedlichen Ebenen – Unternehmen, Wirtschaftszweig, Nationalstaat, Europäischer Wirtschaftsraum – heraus. In ihnen werden von den jeweiligen „kollektiven Akteuren“ (wie Management und Betriebsrat, Arbeitgeber- und Arbeitnehmerorganisation sowie staatliche Institutionen) Verträge und Vereinbarungen über die Bedingungen der Arbeits- und Beschäftigungsverhältnisse von Arbeitnehmern abgeschlossen. Die beteiligten Organisationen können dabei auch soziale Druckmittel wie Streik und Aussperrung anwenden.
Pioniere in der Erforschung der Industriellen Beziehungen waren in Großbritannien Sidney und Beatrice Webb, in Deutschland Lujo Brentano und in den USA John R. Commons.
In der fachwissenschaftlichen Diskussion wird das deutsche System der industriellen Beziehungen auch als "duales System" der Interessenvertretung bezeichnet, weil die Arbeitnehmerinteressen einerseits durch den Betriebsrat, andererseits durch die Gewerkschaft über den Tarifvertrag vertreten werden. Im weiteren Sinne gehören auch die Beziehungen der Arbeitgeber- und Arbeitnehmerorganisationen mit den für sie wichtigen staatlichen Instanzen (z. B. in der Arbeits-, Sozial- und Wirtschaftspolitik) sowohl im nationalstaatlichen wie im europäischen Rahmen zu diesem Forschungsgebiet. Darüber hinaus übernimmt der Staat regulative Funktionen, indem er den Industriellen Beziehungen einen gesetzlichen Rahmen setzt (z. B. mit Betriebsverfassungsgesetz, Tarifvertragsgesetz, Mitbestimmungsgesetz). Mit der EU-Richtlinie über Europäische Betriebsräte (1994) wurde erstmals ein gesetzlicher Rahmen für eine transnationale Institution der Industriellen Beziehungen geschaffen.

## Theorien
Das interdisziplinäre Forschungsfeld kennt eine Vielfalt theoretischer Ansätze für die Analyse und Erklärung komplexer Systeme, thematischer Komplexe oder auch nur einzelner Phänomene der nationalen und transnationalen industriellen Beziehungen. Im Einzelnen sind diese:
- Systemtheorie (Dunlop, Luhmann)
- Marxismus (politische Ökonomie / Regulationstheorie / Labour Process-Analyse)
- Institutionalismus (historischer und evolutionärer, steuerungstheoretischer, neuer soziologischer, akteurzentrierter)
- Handlungstheorie (Mikropolitik / Arbeitspolitik / Negotiation of Order / Strategic Choice)
- Strukturationstheorie (Giddens)
- Ökonomische Ansätze (Rational Choice / Transaktionskosten-Ansatz)

### Lexikonartikel
- Klaus Armingeon: Arbeitsbeziehungen, in: Dieter Nohlen, Florian Grotz: (Hrsg.): Kleines Lexikon der Politik. (= Beck’sche Reihe. 1418). 6., überarbeitete und erweiterte Auflage. C.H. Beck, München 2015, ISBN 978-3-406-68106-6, S. 12–16.
- Walther Müller-Jentsch: Arbeitsbeziehungen. In: Günter Endruweit, Gisela Trommsdorff, Nicole Burzan (Hrsg.): Wörterbuch der Soziologie, 3. Auflage. UVK, Konstanz 2014, S. 25–26.
- Walther Müller-Jentsch: Industrielle Beziehungen. In: Hartmut Hirsch-Kreinsen, Heiner  Minssen (Hrsg.): Lexikon der Arbeits- und Industriesoziologie. Baden-Baden 2017: Nomos, edition sigma, S. 178–183.
- Klaus Schubert, Martina Klein: Industrielle Beziehungen. In: Das Politiklexikon. 7. Auflage. Dietz, Bonn 2018.

### Monographien
- Joachim Bergmann/Rudi Schmidt (Hrsg.): Industrielle Beziehungen. Institutionalisierung und Praxis unter Krisenbedingungen. Leske + Budrich, Opladen 1996, ISBN 3-8100-1722-1
- Paul Blyton / Nicolas Bacon / Jack Fiorito / Edmund Heery (Hrsg.): The Sage Handbook of Industrial Relations. Sage, London 2008.
- Ralf Dahrendorf: Industrie- und Betriebssoziologie. Sammlung Göschen Band 103. 1. Auflage 1956, 2. Auflage 1962, dort Unterkapitel: Industrielle Beziehungen, S. 101–107.
- John T. Dunlop: Industrial Relations Systems (1958). Revised Edition. Harvard Business School Press, Boston 1993, ISBN 0-87584-334-4
- Friedrich Fürstenberg: Industrielle Arbeitsbeziehungen. Untersuchungen zu Interessenlagen und Interessenvertretungen in der modernen Arbeitswelt. Manz, Wien 1975
- Berndt Keller: Einführung in die Arbeitspolitik. Arbeitsbeziehungen und Arbeitsmarkt  in sozialwissenschaftlicher Perspektive. 7. Auflage. Oldenbourg, München 2008
- Walther Müller-Jentsch: Soziologie der Industriellen Beziehungen. 2. Auflage. Campus, Frankfurt am Main ²1997, ISBN 3-593-35705-4.
- Walther Müller-Jentsch/Peter Ittermann: Industrielle Beziehungen. Daten, Zeitreihen, Trends 1950-1999. Campus, Frankfurt am Main 2000, ISBN 3-593-36587-1.

### Zeitschriften
- Einschlägige Beiträge enthält die Industrielle Beziehungen – Zeitschrift für Arbeit, Organisation und Management[6]
- An der London School of Economics erscheint das European Journal of Industrial Relations, hgg. von Richard Hyman.
- Economic and Industrial Democracy

### Zeitschriftenartikel
- Walther Müller-Jentsch: Theorien der industriellen Beziehungen. In: Industrielle Beziehungen. 3. Jg./1996, H. 1, S. 36–64
- Walther Müller-Jentsch: Theoretical Approaches to Industrial Relations. In: Bruce E. Kaufman (Hrsg.): Theoretical Perspectives on Work and the Employment Relationship. Champaign/Illinois 2004 (Industrial Relations Research Association), S. 1–41
- Ralf Rogowski, R. (2000): Industrial Relations as a Social System. In: Industrielle Beziehungen. 7. Jg./2000, H. 1, S. 97–126
- S. J. Wood/A. Wagner/E. G. A. Armstrong/J. F. B. Goodman/E. Davis: The 'Industrial Relations System' Concept as a Basis for Theory in Industrial Relations In: British Journal of Industrial Relations. 15. Jg./1975, S. 291–308